# Jdanovski (oblast de Nijni Novgorod)
Jdanovski (en russe : Ждановский) est un gros village de Russie dans le raïon de Kstovo de l'oblast de Nijni Novgorod, siège administratif du conseil rural de Bolchaïa Ielnia qui comprend, outre Jdanovski, neuf autres localités.
Jdanovski a tendance à devenir une banlieue dortoir de Nijni Novgorod. Elle a le statut de village dans le cadre du raïon municipal de Kstovo.

## Population
- 2002 : 5499 habitants
- 2010 : 5336 habitants
- 2021 : 7701 habitants

## Économie
La plus grande entreprise agricole de l'oblast se trouve à Jdanovski, elle porte le nom de SPK Jdanovski. Le village abrite aussi l'entreprise de construction de machines Serebrenaïa zerkala («Серебряные зеркала», Miroir d'argent), une usine de fabrication de câbles Elkab («ЭЛКАБ»).

## Infrastructures
Jadnovski dispose d'un bureau de la Poste de Russie, d'une succursale de la Sberbank, de cafés, d'une bibliothèque, d'une maison de la culture, d'une vingtaine de magasins, d'une école moyenne et de trois jardins d'enfants.

## Transport
Le village est relié à Nijni Novgorod par des lignes d'autocars 204, 215, 216, 225 et de taxis collectifs 302 et 304. L'autobus 272 Kstovo-Mega le relie à Kstovo.

## Galerie

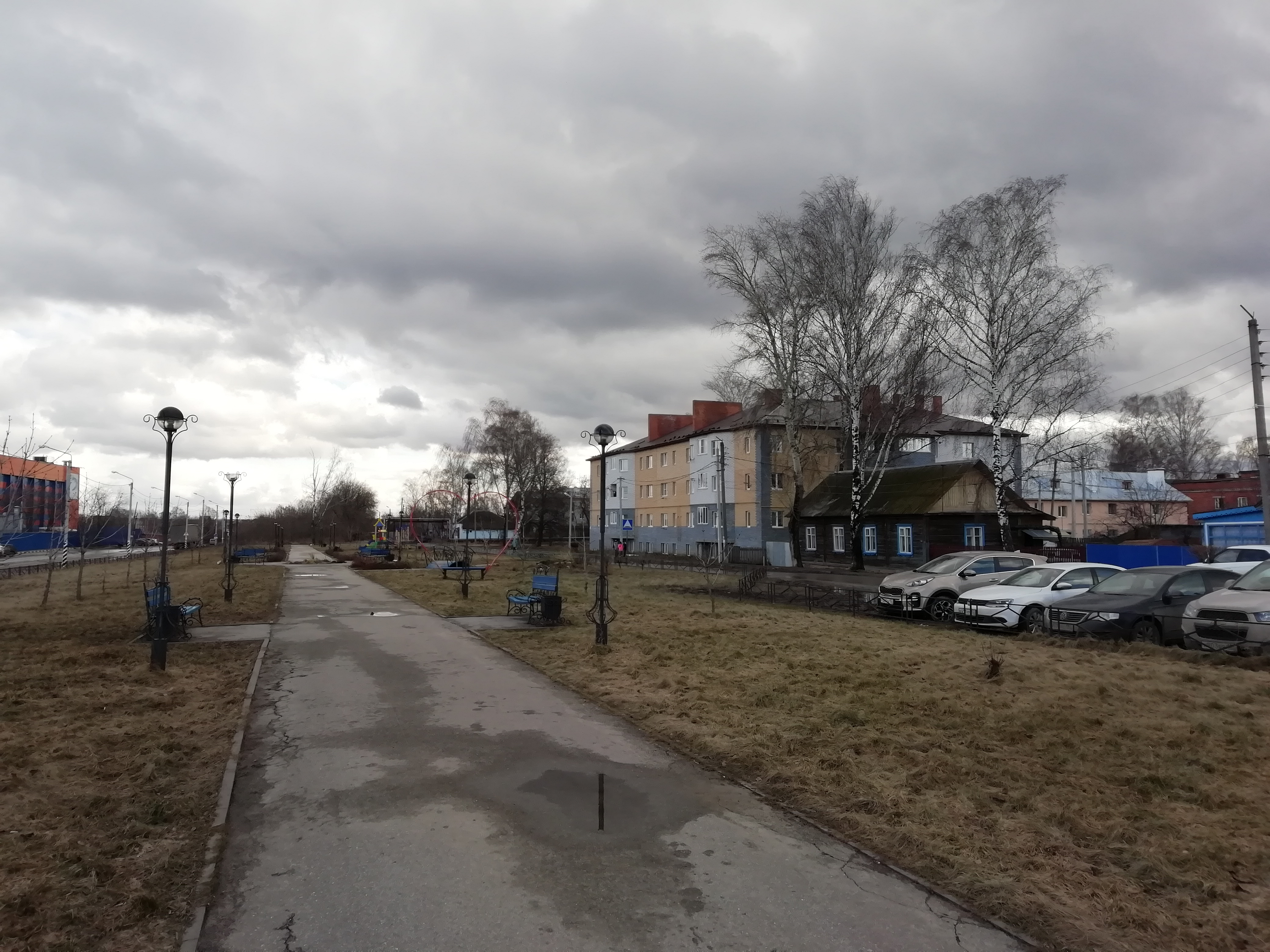
Allée de la rue Verte.
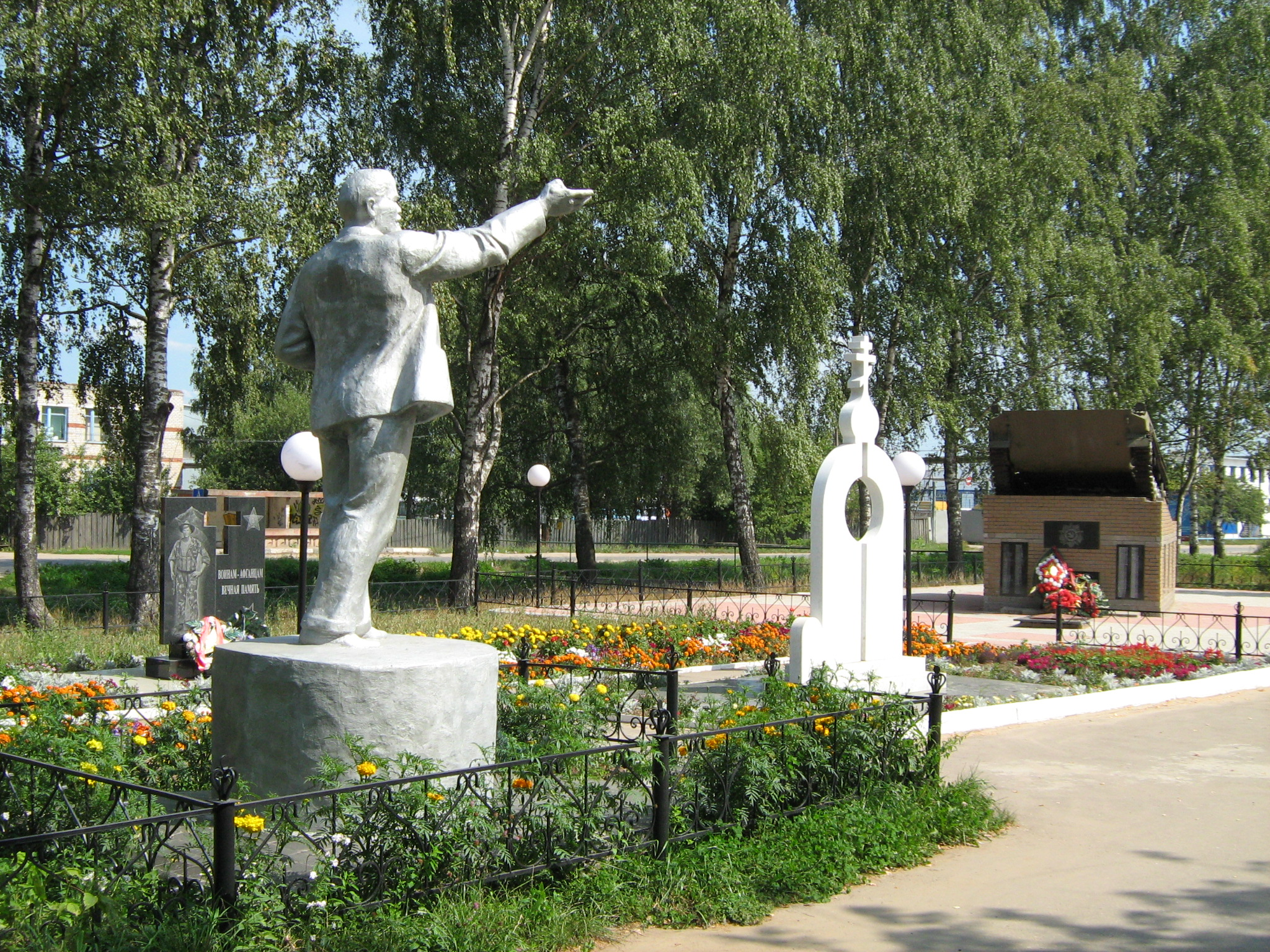
Statue de Lénine.
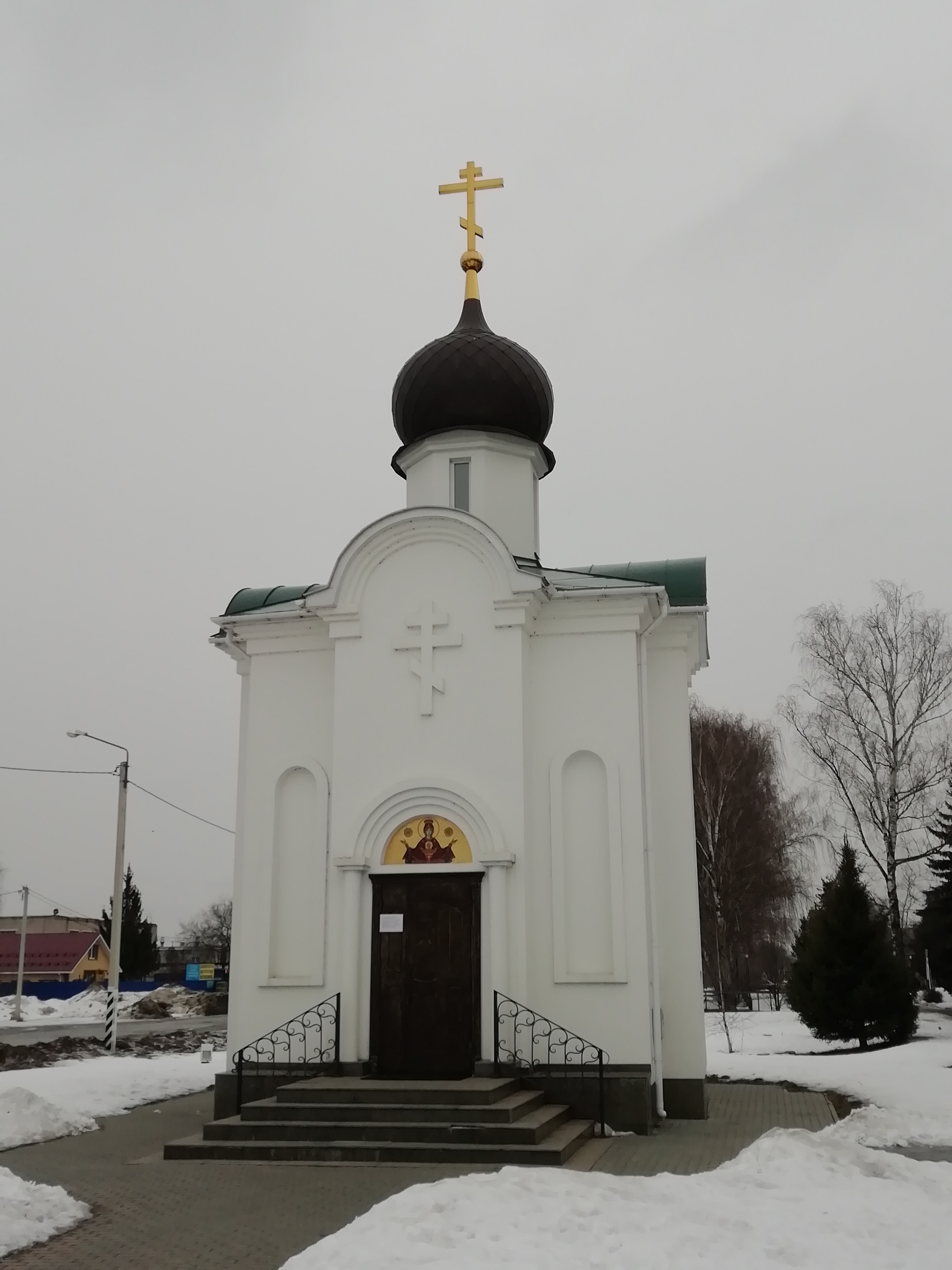
Chapelle de l'Icône de la Mère-de-Dieu-Calice-Inépuisable.